# بریتانی ریمر
بریتانی ریمر (به انگلیسی: Brittany Reimer) (زادهٔ ۳ ژانویهٔ ۱۹۸۸) شناگر اهل کانادا است.